# Honour-Valour-Pride
Honour-Valour-Pride (рус. Почтение, гордость, доблесть) — седьмой студийный альбом британской дэт-метал группы Bolt Thrower, записанный в студии Sable Rose Studios, расположенной в городе Ковентри. Запись проходила в период с июня по сентябрь 2001 года, а издан альбом был 15 января 2002 года на лейбле Metal Blade. Продюсером альбома был Энди Фолкнер, и в отличие от многих предыдущих альбомов, группа не была сопродюсером альбома.

## Об альбоме
Honour-Valour-Pride — единственный альбом группы, в записи которого не принимал участие вокалист Карл Уиллетс: он решил покинуть коллектив, так как считал, что не мог посвятить ему достаточно времени, вместо Карла вокалистом был Дэйв Ингрэм, бывший вокалист дэт-метал группы Benediction. Также сменился ударник — в группу вернулся Мартин Кирнз, а Алекс Томас покинул группу, приняв участие в записи только альбома Mercenary, в связи с разочарованием в музыкальном направлении коллектива. Вокалистом Дэйв был недолго, после чего, в 2004 году, покинул группу по состоянию здоровья.
По сравнению с предыдущим альбомом Mercenary Honour-Valour-Pride ощутимо прибавил в техничности, сохранив в то же время его тяжёлое звучание.

## Рецензии
Альбом получил преимущественно положительные отзывы в метал-прессе. Так, журнал metal.de хвалил работу продюсеров, которые смогли и улучшить звучание альбома и сделать его современнее, и сохранить его «натуральным». Издание Metal Bite поставило 9,2 балла из 10 альбому в своей рецензии, и впоследствии подтвердило свою оценку в ретроспективной рецензии 2019 года. Blabbermouth также хвалило звучание альбома, но было более сдержанным в оценках всего альбома.
Немецкий журнал Rock Hard дал альбому 10 баллов из 10 и назвал альбом «Альбомом месяца» в выпуске за ноябрь 2001 года. Вольф-Рюдигер Мульман в своей восторженной рецензии особенно выделял тяжелое звучание альбома и выдающийся вокал Дэйва Ингрэма. Рецензент назвал альбом квинтессенцией творчества британского коллектива.

## Список композиций
Слова и музыка всех песен — написаны группой Bolt Thrower.
| №                   | Название             | Длительность |
| ------------------- | -------------------- | ------------ |
| 1.                  | «Contact – Wait Out» | 5:58         |
| 2.                  | «Inside the Wire»    | 4:23         |
| 3.                  | «Honour»             | 5:21         |
| 4.                  | «Suspect Hostile»    | 4:46         |
| 5.                  | «7th Offensive»      | 6:25         |
| 6.                  | «Valour»             | 4:02         |
| 7.                  | «K-Machine»          | 4:35         |
| 8.                  | «A Hollow Truce»     | 3:19         |
| 9.                  | «Pride»              | 6:41         |
| Общая длительность: | Общая длительность:  | 45:37        |

| №   | Название           | Длительность |
| --- | ------------------ | ------------ |
| 10. | «Covert Ascension» | 4:49         |

## Участники
- Дэйв Ингрэм — вокал
- Гэвин Уард — гитара
- Барри Томпсон — гитара
- Мартин Кирнз — барабаны
- Джо Бенч — бас-гитара

## Продюсирование
- Аксель Джассеит — живое фото
- Энди Фолкнер — продюсирование
- Ян Меинингаус — артворк, планировка